# 贝勒维涅
贝勒维涅（法語：Bellevigne，法語發音：[bɛlviɲ]）是法国夏朗德省的一个市镇，位于该省西南部，属于干邑区。

## 历史
贝勒维涅成立于2017年1月1日，由以下5个市镇合并而成：
- 埃拉维尔（Éraville）
- 马拉维尔（Malaville）
- 诺纳维尔（Nonaville）
- 图扎克（Touzac）
- 维维尔（Viville）

其中马拉维尔为政府驻地。

## 地理
贝勒维涅（45°33'30"N, 0°5'45"W）面积43.77 平方千米，位于法国新阿基坦大区夏朗德省，该省份为法国西部内陆省份，北起德塞夫勒省和维埃纳省，东临上维埃纳省，东南至多尔多涅省，南至多爾多涅省，西接滨海夏朗德省。
与贝勒维涅接壤的市镇（或旧市镇、城区）包括：布特维尔、夏朗德河畔新堡、比拉克、瓦勒德维涅、拉迪维尔、维尼奥勒、圣梅达尔、巴伯济约-圣伊莱尔、克里特伊-拉马格德莱娜、利涅尔-昂布勒维尔、博讷伊。
贝勒维涅的时区为UTC+01:00、UTC+02:00（夏令时）。

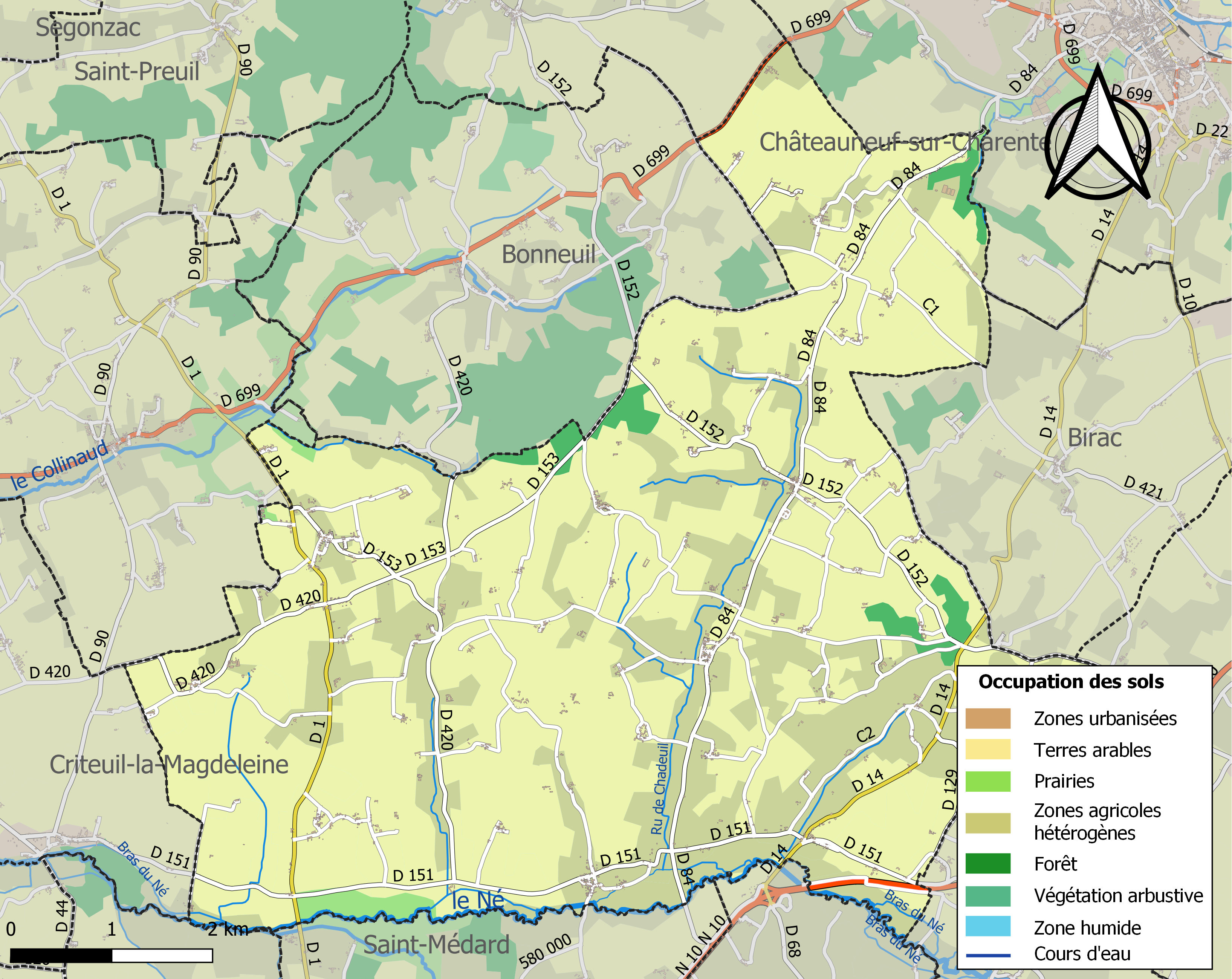
贝勒维涅的OSM定位图

## 行政
贝勒维涅的邮政编码为16120，INSEE市镇编码为16204。

## 政治
贝勒维涅所属的省级选区为夏朗德-香槟县。

## 人口
贝勒维涅于2022年1月1日时的人口数量为1274人。